# Col de la Madone de Gorbio
Le col de la Madone de Gorbio est situé sur la commune de Peille, dans les Alpes-Maritimes, en France. Il est accessible depuis La Turbie, Peille et Sainte-Agnès. Depuis le col, on peut emprunter un chemin de randonnée qui monte à la cime de Baudon.
Le nom du col vient d'une chapelle Notre-Dame-de-la-Piété, attestée dès le XVIIe siècle, qui se trouvait sur le col. Maurice Brillant écrit en 1950 que, déjà ruinée, « la Madone de Gorbio, antique chapelle, n'est plus guère qu'un nom ».

## Mémoriaux

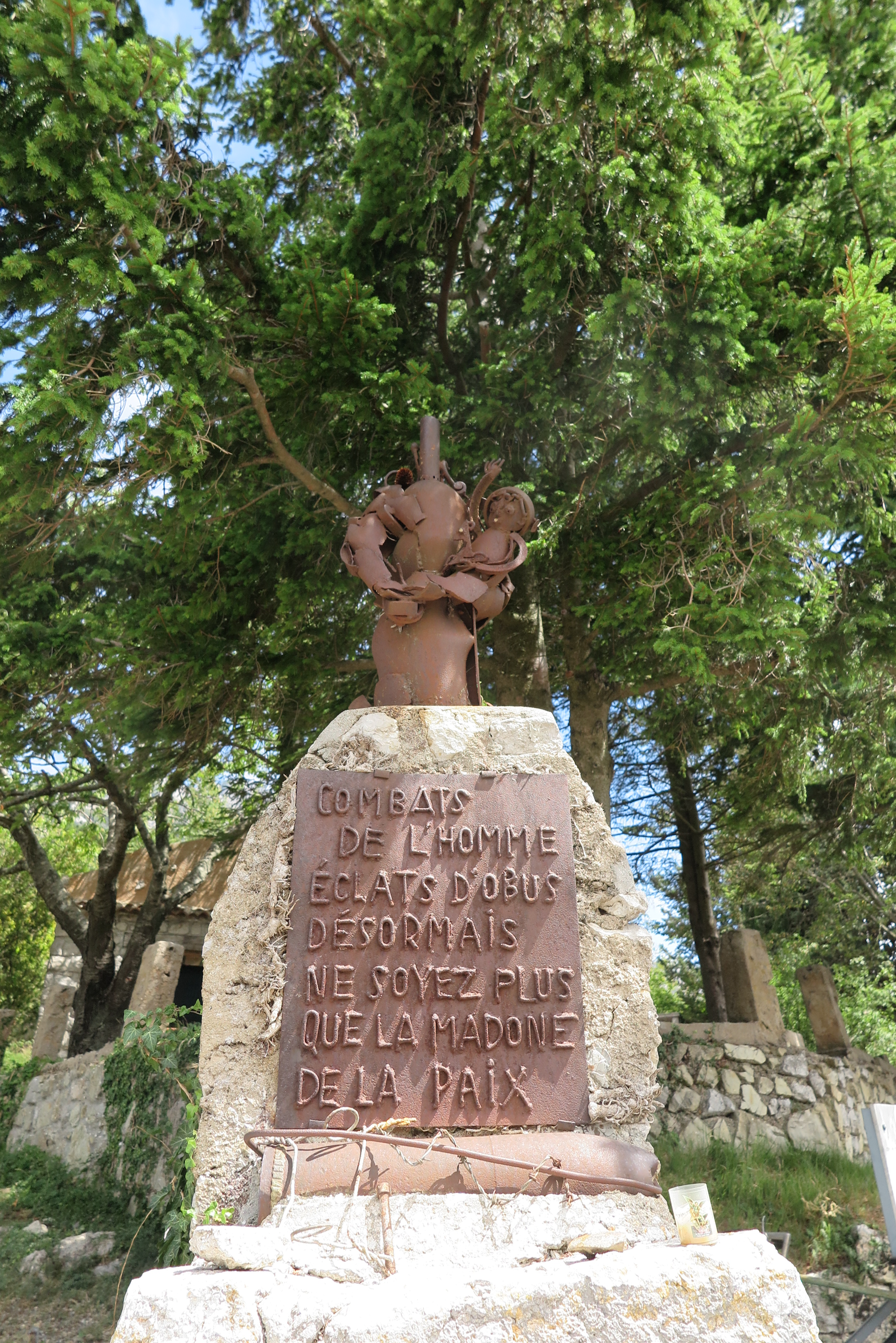
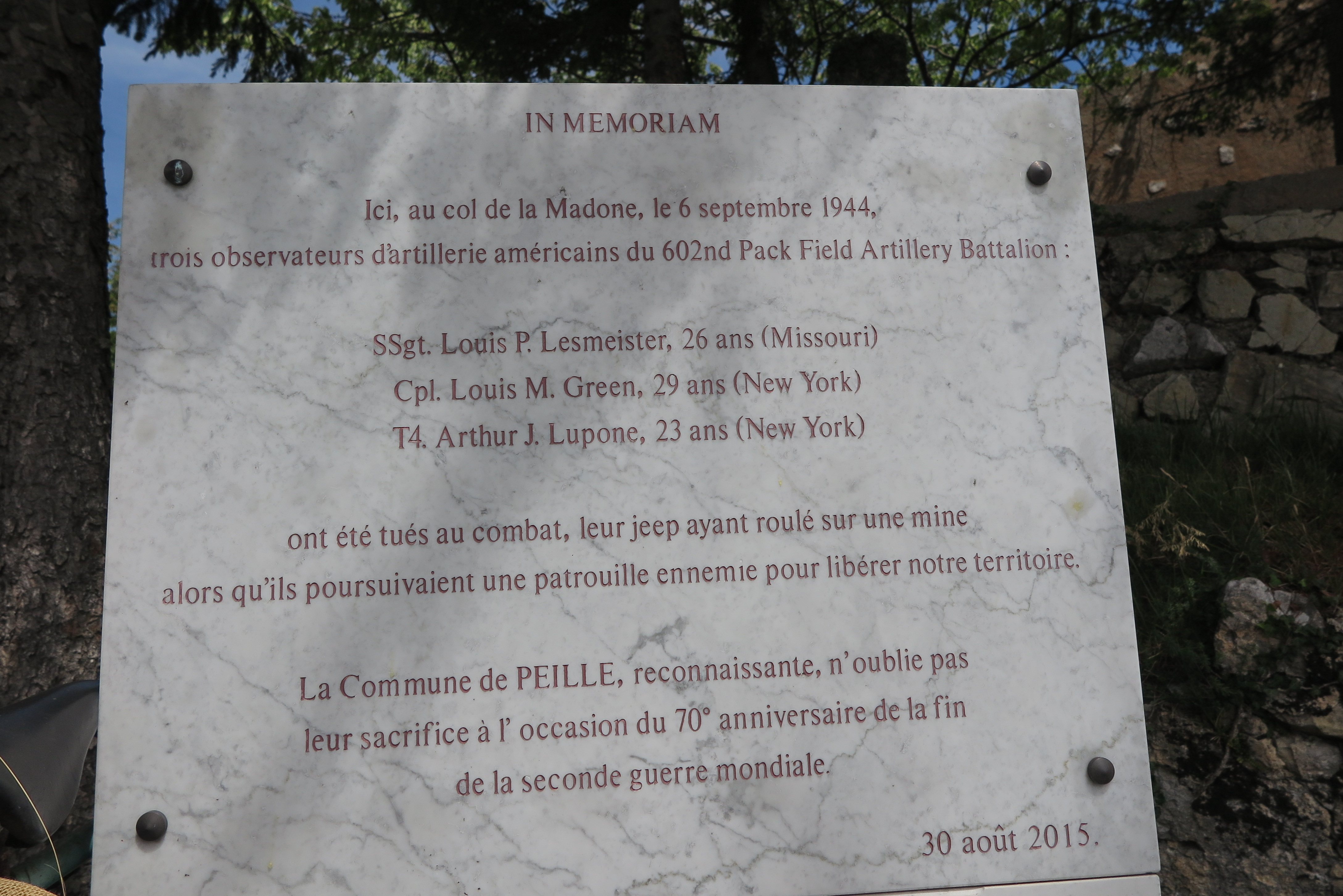